# I AM (和島あみのアルバム)
『I AM』（アイアム）は、和島あみの1枚目のオリジナルアルバム。2017年2月22日にポニーキャニオンから発売された。

## 概要
和島あみの自分自身を探すという意味を持ったアルバムである。
アルバムのタイトル「I AM」は当初、和島あみの曲ということで「AMI」と考えられていた。その後、本人がローマ字を入れ替え、そのまま「I AM」となった。
和島あみが初めて作詞をしている『気づいて』はレコーディングが3回に制限された。かなりの緊張感の中、レコーディングではうまく歌おうなどとはせず、とにかく感情を込めることだけを考え歌った。

## 収録曲
1. モノクロテリトリー [3:41]
作詞：大石昌良、作曲・編曲：eba
2. 永遠ループ [3:48]
作詞：大石昌良、作曲：金廣真悟、編曲：eba
  - TVアニメ『クロムクロ』第2クールEDテーマ
3. アイ [4:38]
作詞・作曲・編曲：和田たけあき
  - TVアニメ『デジモンユニバース アプリモンスターズ』エンディングテーマ
4. 気づいて [3:17]
作詞：和島あみ、作曲・編曲：和田たけあき
5. 街（interlude） [0:56]
6. 東京 [5:02]
作詞・作曲：三島想平、編曲：三島想平／和田たけあき
7. スノーマン [3:49]
作詞：稲葉エミ、作曲：福山芳樹、編曲：eba
8. トオリアメ（new mix） [3:29]
作詞：稲葉エミ、作曲・編曲：和田たけあき
9. 幻想ドライブ [3:45]
作詞：東京かくれんぼ、作曲：金廣真悟、編曲:eba
  - TVアニメ『迷家-マヨイガ-』OP主題歌
10. ココロエンパシー [3:23]
作詞：稲葉エミ、作曲：金廣真悟、編曲:eba